# Altemanno
Altemanno (... – Trento, 27 marzo o 3 aprile 1149) è stato un vescovo cattolico tedesco.

## Biografia
Ultimo rappresentante dei conti di Lurn, era figlio del conte Udalschalk  (della stirpe degli Ernestini?) e di Adelaide, figlia di Tuta di Formbach della stirpe dei conti di Formbach. Venne eletto vescovo di Trento nel 1124 e consacrato due anni dopo.
In questo periodo il Trentino, sulla scia di quanto accadeva in Germania, era colpito dagli scontri fra guelfi e ghibellini. Conscio che, a causa della lotta per le investiture, non poteva contare sull'aiuto dell'imperatore contro le mire dei grandi vassalli, Altemanno iniziò a costruire una rete di legami favorendo i suoi ministeriales, i feudatari minori, gli uomini liberi, le comunità religiose e quelle civili. Questa politica, proseguita dai suoi successori, andò a formare una consorteria di signori fedeli al vescovo, la cosiddetta macinata S. Vigilii, che diventerà il nerbo della futura nobiltà trentina. La sua azione fu però contrastata dai conti del Tirolo che, a partire da Alberto I, cominciarono ad assoggettare sotto la loro influenza il principato vescovile.
Vanno lette in questo senso la concessione agli abitanti di Riva del Garda di erigere un castello in difesa del loro borgo (5 agosto 1124), o la restaurazione del monastero di San Lorenzo all'Adige, assegnato ai benedettini dell'abbazia di Albino.
Fu un fedelissimo dell'imperatore Lotario II al quale assicurò il transito nei suoi viaggi verso l'Italia, difendendolo dall'ostilità dei Comuni della val d'Adige e dei conti di Lodron e Castelbarco.
Nel 1132-1149 era a Bolzano in qualità di giudice nel corso di una vertenza tra il conte Arpone di Flavon e Beatrice badessa del monastero di Sonnenburg attorno a una terra ad Aldino. Lo si ritrova nella stessa città nel 1140-1147 per far permute di persone con il vescovo di Bressanone Hartmann.
Notevole è l'afflato riformatorio che contraddistingue l'operato di Altemanno: nel 1144/45 assiste alla fondazione del monastero dei canonici regolari di San Michele all'Adige e nel 1146 sovrintende alla riforma del già menzionato convento di S. Lorenzo a Trento.
Il 23 novembre 1147 sentenziò a favore di Arco in una lite insorta tra questa e Riva per una questione di pascoli. Il 5 maggio 1147 assegnò le decime di Mezzocorona a Giovanni di Faio e Giovanni Colerio.
Viene inoltre ricordato per aver destinato gran parte del suo patrimonio a vantaggio di chiese e monasteri. Si prodigò particolarmente per la fabbrica della cattedrale, che consacrò nel 1145 o nel 1146 assieme al patriarca di Aquileia Eberardo e al vescovo di Concordia. Nella stessa chiesa traslarono da Maiano (l'odierna Santa Massenza di Vallelaghi), le reliquie di santa Massenzia, madre del patrono san Vigilio, collocandole sotto l'altar maggiore della cripta.
Aderì inoltre alla seconda crociata, segno della sua fedeltà all'imperatore Corrado III, oltre che del suo fervore religioso.
Morì il 27 marzo o il 3 aprile 1149 e fu sepolto nella tomba di famiglia nel monastero di Suben.